# Белозёрова, Людмила Михайловна
Белозёрова Людмила Михайловна (род. 10 марта 1948, Соликамск, Молотовская область) — российский учёный, доктор медицинских наук и профессор, является автором 394 научных и методических работ.
Автор ряда методик определения биологического возраста человека.

## Биография
Родилась 10 марта 1948 года в городе Соликамске.
Окончила Пермский государственный медицинский институт в 1973 году, аспирантуру по кафедре нормальной физиологии в 1976 году, доктор медицинских наук, профессор.
С 1976 года работала в институте.
Л.М. Белозёрова была ученицей и продолжила идеи д.б.н., профессора Михаила Романовича Могендовича, заведующего кафедрой нормальной физиологии.
В июне 1995 года благодаря её усилиям открывается кафедра спортивной медицины и реабилитологии с курсом геронтологии, заведующим которой Л.М. Белозёрова была до 2010 года. Под её руководством кафедрой активно велась научная работа, разработано 13 методов определения биологического возраста, на 5 методов получены патенты на изобретения. Издано 8 монографий, более 170 журнальных статей, из них 49 в рецензируемой печати.

## Публикации
- Белозёрова Л.М., Власова Л.Н. Динамика физического развития, физической работоспособности и биологического возраста в гимназическом классе при лонгитудинальном наблюдении (глава) В кн.: Активное формирование здоровья детей (из 5-летнего опыта работы школы-комплекса №115). Пермь, 1998. – 17 с.
- Белозёрова Л.М. Онтогенестический метод определения биологического возраста человека // Успехи геронтологии, 1999, выпуск 3. — С.108-112.
- Белозёрова Л.М. Методы определения биологического возраста по умственной и физической работоспособности. Пермь, 2000. – 61 с.
- Белозёрова Л.М. Учитесь стареть. Пермь, 2000. – 112 с.
- Белозёрова Л.М. Работоспособность и возраст. Том избранных трудов. Пермь, 2001. – 328 с.
- Belozerova L.M. Methods of biological age determination according to mental and physical working capacity.  Perm, 2002. – 65 p.
- Белозёрова Л.М. Учитесь стареть. Москва - Олма – Пресс, 2002. – 126 с.
- Белозёрова Л.М., Власова Л.Н. Поперечные и продольные исследования физического   здоровья детей и подростков. Пермь, 2007. – 98 с.
- Белозёрова Л.М. Умственная работоспособность. Пермь, 2007. – 55 с.
- Белозёрова Л.М., Соломатина Н.В. Особенности умственной и физической работоспособности лиц зрелого возраста. Пермь, 2008.–159 с.

### Сборники конференций
- Биологический возраст. Тезисы докладов Всероссийской конференции /Под общей редакцией Л.М. Белозёровой. Пермь, 2000. – 100 с.

### Учебные пособия и методические работы
- Белозёрова Л.М., Рюмин В.Г., Орехова Г.И. Оздоровительная физкультура для всех (пособие для врачей общей практики, спортивной медицины и лечебной физкультуры).Пермь, 1994. – 92 с.
- Дворецкий Э.Н., Белозёрова Л.М., Исаенкова Н.П., Зырянова В.А, Колесова Э.Я. Лечебная физическая культура в клинике внутренних болезней (избранные разделы). Методические указания для студентов и ассистентов. Пермь, 1995. – 68с.
- Белозёрова Л.М., Сиротин А.Б. Дозирование физических нагрузок в оздоровительной физкультуре. Методические рекомендации. Пермь, 2004. – 20 с..
- Белозёрова Л.М., Власова Л.Н., Клестов В.В., Нуретдинова З.Г.,.Сиротин А.Б.,Соломатина Н.В. Лечебная физическая культура в педиатрии. Учебное пособие. Пермь, 2005. – 215 с.
- Белозёрова Л.М., Власова Л.Н., Клестов В.В., Нуретдинова З.Г.,.Сиротин А.Б.,Соломатина Н.В. Лечебная физическая культура в педиатрии. Учебное пособие. Феникс, Ростов – на – Дону, 2006. – 222 с.
- Белозёрова Л.М., Клестов В.В., Нуретдинова З.Г., Сиротин А.Б., Соломатина Н.В. Лечебная физическая культура в клинике внутренних болезней. Учебное пособие. Пермь, 2009. – 264 с.

### Авторские методы определения биологического возраста
- по физической работоспособности (7 – 89 лет),
- по умственной работоспособности (20 – 89 лет),
- по физической и умственной работоспособности (20 – 89 лет),
- по антропометрии (7 – 89 лет),
- по биоэлектрической активности головного мозга (20 – 89 лет),
- по эхокардиографии (20 – 89 лет),
- по электрокардиографии,
- по анализу крови (20 – 89 лет),
- по спирографии (20 – 89 лет),
- по стабилографии (20 – 89 лет),
- по тесту Кеттелла (20 – 89 лет),
- по скелетной асимметрии (4 – 17 лет),
- по лабораторным данным беременных женщин (20 – 39 лет).